# Cnemidocarpa ochotense
Cnemidocarpa ochotense is een zakpijpensoort uit de familie van de Styelidae. De wetenschappelijke naam van de soort is voor het eerst geldig gepubliceerd in 1992 door Sanamyan.